# 허진성
허진성(許鎭星, 1912년  ~ ?)은 일제강점기에 만주 지역에서 활동한 공작원이다.

## 생애
본적지는 함경북도 길주군이다. 성장 과정에 대해서는 알 수 없으나 10대 후반인 1930년에는 지린성 옌지 지역에 이주해 있었다.
1934년부터 간도협조회 소속의 공작원이 되어 활동했다. 만주 곳곳에 일본의 치안력이 잘 미치지 않는 지역이 있고 항일운동 세력도 산재해 있었기에 ‘순회선전’을 진행하여 항일 세력과 민간인을 회유하였으며, 이 과정에서 항일 부대를 직접 습격하고 물품을 노획해 가기도 했다. 많은 사람들을 체포, 고문하고 간첩으로 모는 일도 병행했다.
동만주 일대에서 영향력 있는 인물이었던 동북인민혁명군의 주진 등 8인을 체포해 민생단으로 몰아넣은 사건에도 허진성이 참여한 것으로 기록되어 있다. 항일 세력에 대한 많은 공작이 투항했거나 회유에 성공한 ‘귀순자’를 이용하여 진행되었다. 허진성은 귀순한 여성을 항일 부대에 들여보내 다시 귀순자를 이끌어내는 식으로 공작했고, 간도협조회의 노동안내소를 통해 귀순자를 탄광에 취업시킨 뒤 친일 사상을 불어넣는 식으로 지속적으로 관리했다.
1936년 간도협조회가 만주국협화회로 개편되었을 때도 공작원으로 파견되었다. 특히 만주국협화회의 동변도특별공작부는 간도협조회 회원 가운데서도 가장 적극적인 인물이 선발된 조직이었는데, 여기에 포함되어 항일 세력 파괴에 계속 공을 세웠다. 동변도특별공작부는 1936년 6월부터 1년 동안 1천 명이 넘는 항일무장대원, 즉 ‘공비’를 체포 또는 사살하는 전과를 올렸다.
1939년부터는 헤이룽장성 보리 현에서 일본수비대가 지정한 사진관을 경영했다. 사진관 경영은 1945년까지 계속되었으며, 일제 패망 후인 1946년에 고향인 길주로 돌아간 것을 마지막으로 행적을 알 수 없다.
대한민국 친일반민족행위진상규명위원회가 2007년에 발표한 친일반민족행위 195인 명단과 2008년 민족문제연구소가 정리한 친일인명사전 수록예정자 명단에 모두 포함되었다.

## 같이 보기
- 간도협조회
- 만주국협화회

## 참고자료
- 친일반민족행위진상규명위원회 (2007년 12월). 〈허진성〉 (PDF). 《2007년도 조사보고서 II - 친일반민족행위결정이유서》. 서울. 2336~2346쪽쪽. 발간등록번호 11-1560010-0000002-10. [깨진 링크(과거 내용 찾기)]